# Driver’s reminder appliance

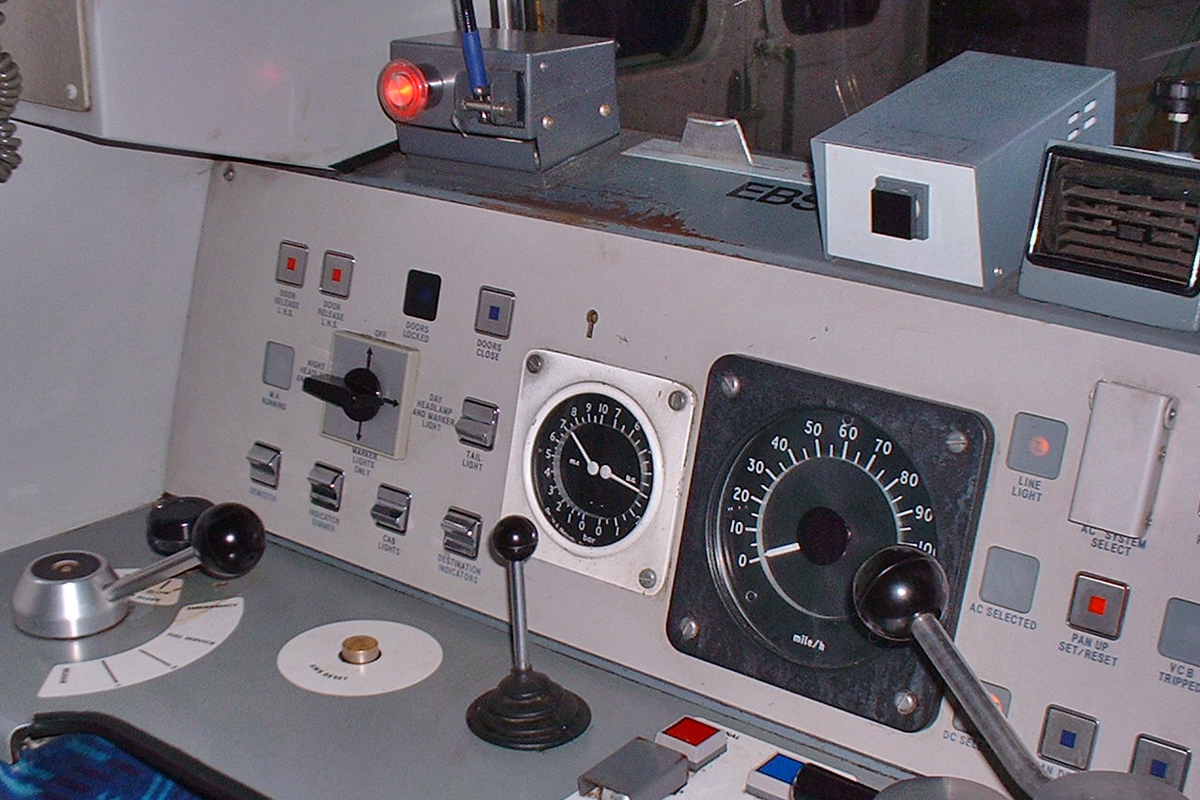
A vörösen izzó DRA-nyomógomb a vezérlőpanel felett a bal oldalon található a British Rail 319 sorozat vezetőfülkéjében

A driver’s reminder appliance (DRA) manuális vezérlésű gomb a brit utasszállító vonatok vezetőfülkéjében. Bekapcsolt állapotban élénkvörösen izzik és megakadályozza a vonatvezetőt a vonóerő-kifejtés engedélyezésében. A rendszert az 1990-es években rendszeresítettek a Egyesült Királyságban üzemelő személyvonatokban, válaszul egy sor vasúti balesetre, melyekben a mozdonyvezetők az állomásról elindulva meghaladták a továbbhaladást tiltó jelzést.

## Működtetése
A DRA használata kötelező a brit személyszállító vonatok vezetőinek. Használatát a vonatvezetők szakkönyve részletezi:
- A vezetőfülke leállítása, illetve a vezetőfülkéből való be- és kilépéskor
- Amikor a vonatot megállj jelzésnél megállítják
- Amikor a vonatot figyelem jelzésen való áthaladás után megállítják

A DRA-t kizárólag a következő esetekben lehet alapállásba visszaállítani:
- Amikor a mozdonyvezetőnek felhatalmazása van a vonat indítására
- Amikor a jelző szabadra váltott, illetve abban az esetben, amikor a vonat figyelmeztető jelzésen való áthaladás után megállt, akkor alaphelyzetbe lehet állítani és tovább lehet haladni a következő jelzőhöz, azonban a DRA emlékeztetőül szolgál, hogy a következő jelző megálljt mutathat.[4]
- Amikor a mozdonyvezetőnek felhatalmazása van a továbbhaladást tiltó jelzésen áthaladni.

## Előnyei

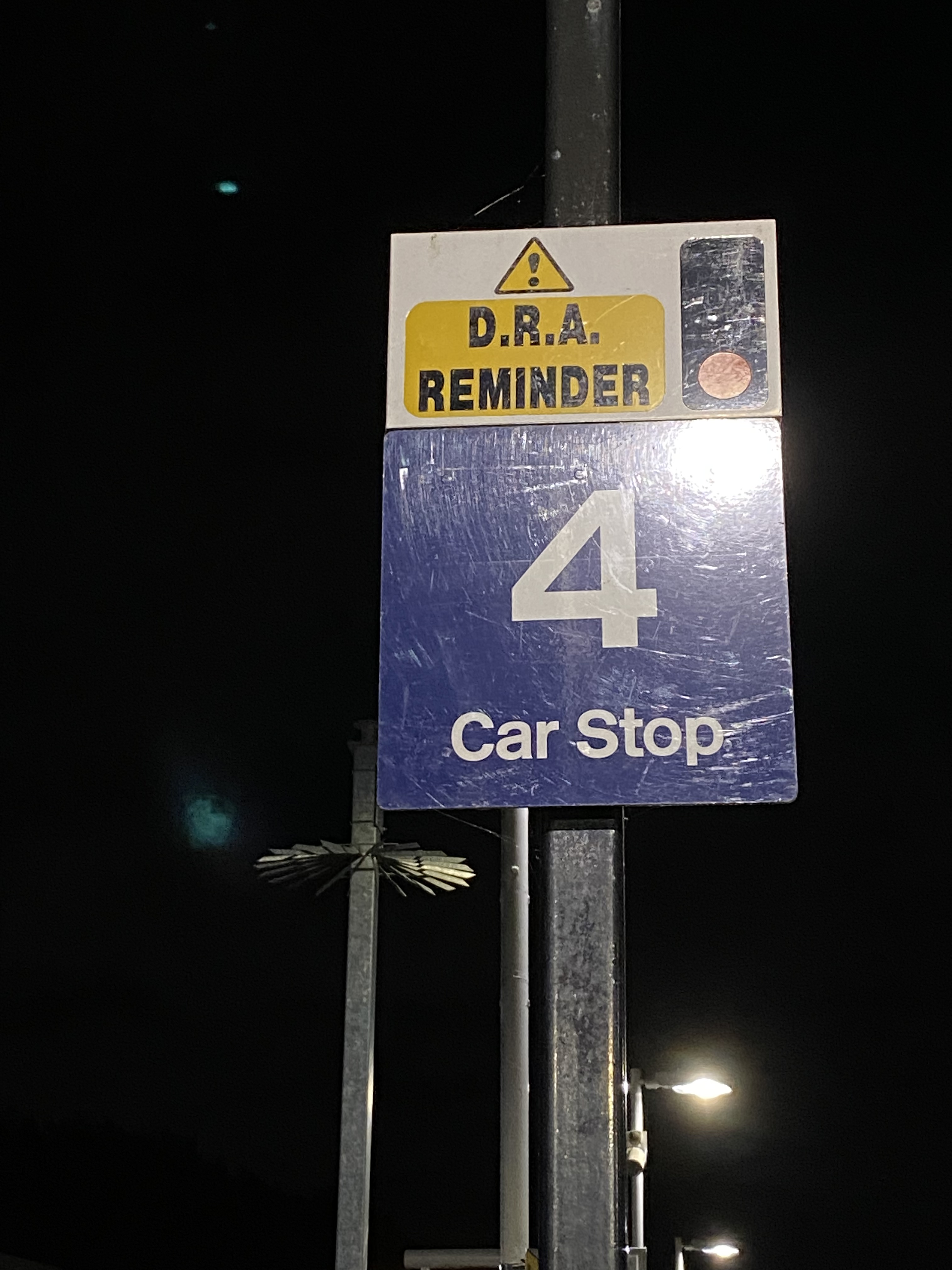
A DRA használatára emlékeztető figyelmeztető tábla egy állomás peronján

A személyszállító vonatok vezetőinek figyelmét könnyen elvonhatják az állomási feladatok és elfelejthetik, hogy a következő jelzés megálljt mutat. Előfordulhat, hogy a korlátozott szabadlátás és a jelzőt addig nem lehet látni, amíg a vonat túl közel nem ér hozzá, és nincs a megálláshoz elegendő fékút. A DRA segít az ilyen esetek megelőzésében, mivel a DRA alaphelyzetbe állítása a vonatvezető utolsó feladata az állomásról való elindulás előtt.

## Fordítás
- Ez a szócikk részben vagy egészben  a   Driver's reminder appliance című angol Wikipédia-szócikk ezen változatának fordításán alapul.  Az eredeti cikk szerkesztőit annak laptörténete sorolja fel. Ez a jelzés csupán a megfogalmazás eredetét és a szerzői jogokat jelzi, nem szolgál a cikkben szereplő információk forrásmegjelöléseként.